# SN 2009hl
SN 2009hl – supernowa typu Ia odkryta 11 lipca 2009 roku w galaktyce A173110+3625. W momencie odkrycia miała maksymalną jasność 18,00m.